# Bigger Than the Sky
Bigger Than the Sky (Brasil: Nos Palcos da Vida ) é um filme de comédia dramática e comédia romântica estadunidense de 2005 dirigido por Al Corley, escrito por Rodney Patrick Vaccaro e estrelado por Marcus Thomas, John Corbett, Amy Smart, Sean Astin, Clare Higgins, e Patty Duke. Seu enredo segue um homem que, após romper com sua namorada, faz um teste para uma produção de teatro comunitário local de Cyrano de Bergerac. 

## Sinopse
Depois de ser rejeitado por sua namorada, Peter Rooker, um funcionário do departamento de arte em Portland, Oregon, decide fazer um teste para um pequeno papel na produção de Cyrano de Bergerac em um teatro comunitário local. Apesar de Peter não ter experiência ou habilidade como ator, o diretor escalou Peter como Cyrano, como o protagonista. Peter logo se envolve com as várias intrigas do "povo do teatro", incluindo o charmoso mas inconstante Michael Degan, a bela protagonista Grace Hargrove e um elenco de outros atores excêntricos. Aos poucos, Peter vai descobrindo que no mundo do teatro as regras normais não se aplicam, mas no final, há um papel para todos. Enquanto Peter luta com sua atuação, fica claro que ele não estará pronto para a noite de estreia.
Um ator experiente, Ken Zorbell, é contratado para interpretar Cyrano. Peter pede ao diretor para deixá-lo abrir mão do papel e assumir outro papel como personagem de fundo. Na noite de estreia, o protagonista não apareceu, e o diretor pede a Peter, que nunca ensaiou o papel, para interpretar Cyrano. No início, ele recusa, mas depois percebendo que é seu sonho, ele interpreta Cyrano com grande sucesso.

## Elenco
- Marcus Thomas como Peter Rooker / Cyrano
- John Corbett como Michael Degan / Christian
- Amy Smart como Grace Hargrove / Roxanne
- Sean Astin como Ken Zorbell
- Clare Higgins como Edwina Walters
- Patty Duke como Sra. Keene / Earlene
- Allan Corduner como Kippy Newberg
- J.W. Crawford como Kirk
- Victor Morris como Steve
- Brian Urspringer como Scott
- Kenny Jones como Ted (como Kenneth Jones)
- Orianna Herrman como Susan
- Pam Mahon como Julie
- Ernie Garrett como Paul Fisher
- Matt Salinger como Mal Gunn
- Nurmi Husa como David Nicolette
- Greg Germann como Roger
- Shea Curry como Mary Anne
- Nicholas Forbes como Andrew
- Michael Teufel como Male Sewer
- Michael Mendelson como Ator
- Al Corley como Guy in Line

## Produção
O filme foi rodado em locações em Portland, Oregon.

## Lançamento
O filme teve um lançamento limitado em 18 de fevereiro de 2005, com estreia na cidade de Nova York; Los Angeles; Atlanta; Portland, Oregon; Austin, Texas; e Minneapolis.